# Vix-jegyzék

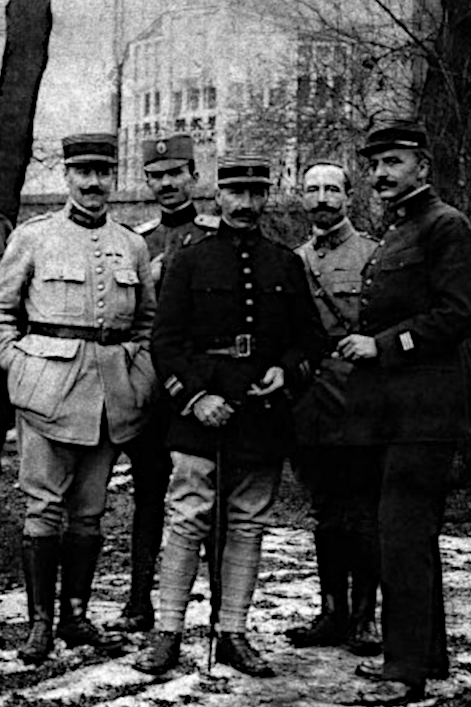
Fernand Vix francia vezérkari alezredes

A Vix-jegyzék az első világháborúban győztes antanthatalmak által a Párizs környéki békeszerződések alkalmával, 1919. február 26-án hozott határozatát és végrehajtásának előírásait tartalmazó levél, amelyet a Belgrádban székelő francia Magyarországi Hadsereg ideiglenes parancsnoka, Paul de Lobit hadosztálytábornok írt Károlyi Mihály köztársasági elnöknek. Nevét átadójáról, Fernand Vix francia vezérkari alezredesről, a Budapesti Szövetséges Katonai Misszió vezetőjéről kapta. Az 1919. március 20-án kézbesített, újabb keleti országrészek kiürítését követelő jegyzékre 30 órán belül vártak választ. A Berinkey-kormány nem vállalta a jegyzékben foglaltak elfogadását, sem elutasítását, ezért lemondott és a hatalmat, valamint a döntés jogát átadta a szociáldemokratáknak, akik a kommunistákkal együtt kikiáltották a Magyar Tanácsköztársaságot.

## Közvetlen előzményei

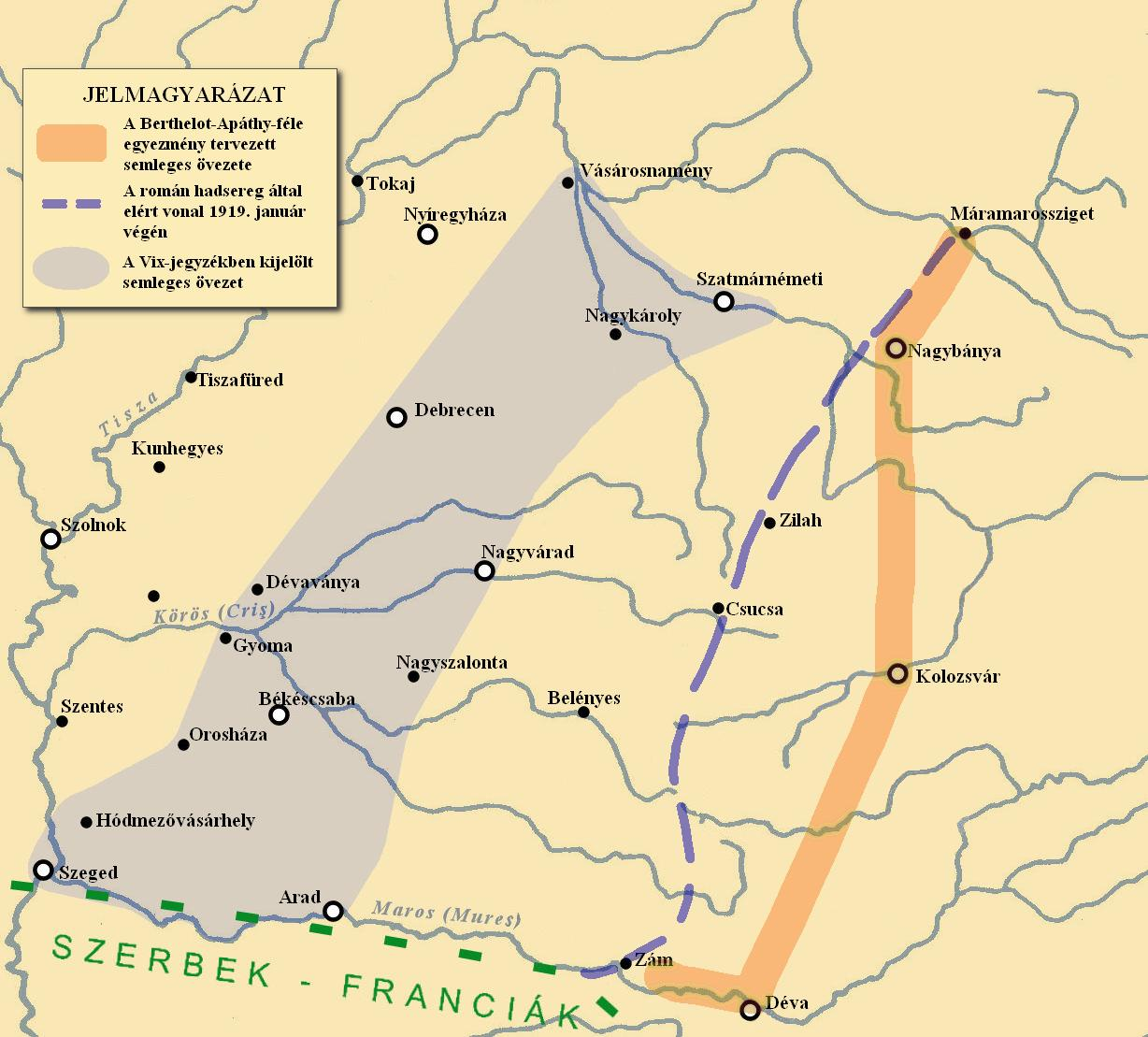
A Vix-jegyzékben javasolt semleges övezet

Az 1918. november 13-án aláírt belgrádi katonai konvenció rögzítette a harcoló felek közötti demarkációs vonalat. Ennek értelmében a magyar kormány köteles volt visszavonni csapatait a Nagy-Szamos felső folyása–Beszterce–Maros (falu)–a Maros folyó vonala a Tiszával való összefolyásáig–Szabadka–Baja–Pécs (e városokban nem tartózkodnak magyar egységek)–a Dráva folyása Horvát-Szlavónország határáig húzódó vonaltól északra. A döntéssel elégedetlen kisantant hatalmak kezdettől fogva megsértették a fegyverszüneti egyezményben rögzítetteket és lépték át a demarkációs vonalat, vagy hatoltak be a konvenció által nem rögzített magyar területekre. 
A Román Királyság – Berthelot francia tábornok hathatós közreműködésével – újabb és újabb területeket követelt, s szállt meg, többnyire kész helyzet elé állítva a szövetséges parancsnokságot, a párizsi békekonferencia diplomatáit, valamint a Magyar Népköztársaság vezetőit. Január közepén a román hadsereg bevonult Nagybányára, Zsibóra, Bánffyhunyadra, Zilahra és Máramarosszigetre. Az előrenyomulás végül is január végén a Máramarossziget–Nagybánya–Zilah–Csucsa–Zám vonalon megakadt, részben a növekvő magyar katonai ellenállás, részben Berthelot hatáskörének korlátozása miatt, megtiltva a kialakult status quo további önkényes megbolygatását.
Politikai téren, a területszerzés bebiztosítása érdekében, a románok folytatták erős bolsevik- és magyarellenes propagandájukat, mely kihatott a párizsi békekonferencia döntéseire. 1919. február közepén a békekonferencia albizottsága javaslatot tett egy, a román és a magyar hadsereget szétválasztó semleges övezet létrehozására. A tervet a Tízek Tanácsa február 26-án jóváhagyta. A határozat igazodott ahhoz a francia elképzeléshez, hogy az „orosz kérdés” megoldása, azaz az orosz bolsevik forradalom elszigetelése érdekében mind politikai, mind katonai téren támogatni kell a két antantbarát kelet-közép-európai országot, Lengyelországot és Romániát.
Georges Clemenceau március 1-jén írta alá a határozatot, amely két nappal később érkezett meg Szalonikibe, Franchet d’Espèrey tábornokhoz, a Keleti Szövetséges Hadseregek főparancsnokához. Ő március 5-én továbbította azt Belgrádba, de Lobit tábornoknak azzal, hogy dolgozza ki a semleges övezet főbb pontjainak szövetséges erőkkel (két zászlóalj néhány lovassal, vagy egy lovasezred) való megszállásának tervét. Vix március 12-én értesült a határozat tartalmáról. Március 15-én a Budapesten átutazó Halsey E. Yates alezredes, az Amerikai Egyesült Államok bukaresti katonai attaséja tájékoztatta őt Károlyival történt megbeszéléséről, többek között arról, hogy elmondta a magyar államfőnek: a békekonferencia egész Erdélyt Romániának ítélte.
A Magyarországi Hadsereg törzsfőnöke, Dossé ezredes március 15-re készítette el a részletes tervet, amelyben – magyar ellenállás esetére – francia csapatok bevetését indítványozta. A terv ezen részét – létszámgondok és politikai okok miatt – Franchet d’Espèrey nem hagyta jóvá, s arra utasította de Lobit tábornokot, hogy szükség esetén egy francia vezetésű szövetséges, francia-szerb-román haderő felállítását kérje a francia vezérkartól, s a tervet e szerint dolgozzák át.  Időközben – Vix javaslatára – tervet készítettek a semleges övezet által kijelölt demarkációs vonal északi és déli irányban történő meghosszabbítására.
Ezt követően született meg de Lobit tábornok levele, amelyet törzsfőnöke 1919. március 19-én 12.30-kor továbbított Hughes-távírón Budapestre, azzal a szóbeli utasítással, hogy – tekintettel a szűk, 48 órás határidőre, amelyen belül választ várnak – Vix még aznap este 18 vagy 19 óra körül adja át a magyar államfőnek. Ezzel egyidejűleg egy futárt indítottak Budapestre, a levél eredeti példányával.
Vix – érzékelve a kedvezőtlen magyarországi helyzetet – előzőleg kérte, hogy magasabb rendfokozatú személy közölje a magyar hatóságokkal a döntést. Franchet d’Espèrey úgy tervezte, hogy a semleges övezet kijelölt parancsnoka, Henri de Gondrecourt lesz ez a személy, azonban – miután a katonai előkészületeket leállította – arra már nem volt idő, hogy a tábornok Budapestre utazzon. A további késedelem a magyaroknak kedvezett volna a védelem megszervezésében. A budapesti antantmisszió vezetőjének felhatalmazása csupán a levél átadására szólt, valamint annak közlésére, hogy a magyar közigazgatás alatt maradó, franciák által megszállt semleges területek lakosainak nem kell zaklatástól tartaniuk, s Berthelot tábornok is mindent megtesz a román túlkapások ellen. Egyértelműen meg kellett volna értetnie, hogy a franciáknak nincs szándékában megalázni a magyarokat, csupán arról van szó, hogy katonaként végrehajtják a szövetségesek döntéseit. Vix arra is engedélyt kapott, hogy pozitív magyar válasz esetén, ígéretet tehet a román fogságban levő Apáthy István kormánybiztos szabadon engedésére.

## A jegyzék tartalma
Lásd még: A Vix-jegyzék teljes szövege
Az antantjegyzék a semleges övezet határait írta le a következők szerint:
- Keleten: az Aradot Nagyszalontával összekötő országút, majd tovább a Nagyvárad–Nagykároly–Szatmárnémeti vasútvonal, azzal, hogy egyik említett helység sem kerül román megszállás alá, de a román csapatok valamint lakosok – gazdasági szükségleteiknek megfelelően, a szövetségesek felügyelete alatt – használhatják mind az országutat, mind a vasútvonalat;
- Északon: A Szamos és a Tisza, a Vásárosnaménytól 5 km-re ÉNy-ra eső pontig;
- Nyugaton: a Tisza Vásárosnaménytól 5 km-re ÉNy-ra kiinduló pontjától, majd Debrecentől 5 km-re Ny-ra, Dévaványától, Gyomától 3 km-re Ny-ra, Orosházától, Hódmezővásárhelytől és Szegedtől 5 km-re Ny-ra húzódó vonal, amely Szegedtől D-re csatlakozik a déli határhoz;
- Délen: a Maros folyó vonala, azzal, hogy Aradot és Szegedet – mind a román, mind a magyar csapatok kizárásával – a szövetséges csapatok szállják meg.

A jegyzék további előírásai:
- A semleges övezet kiürítését március 23-án kell megkezdeni és legfeljebb 10 nap alatt befejezni. Ezen idő alatt Henri de Gondrecourt tábornoknak, az övezet keleti parancsnokának vezetésével érkező szövetséges erők megszállják a városokat és ellenőrzik a zóna katonai kiürítését. A kiürítést követően a román csapatok megszállják Erdélynek az övezet keleti határáig eső területeit.
- A kiürítendő erdélyi és semleges zónabeli területeken található magyar hadianyag magyar kézben marad, az állami vasúti és gazdasági anyagokat helyben kell hagyni, azok tulajdonjogáról később születik döntés.
- A semleges övezet polgári közigazgatása – a belgrádi katonai konvenciónak megfelelően – a szövetséges erők ellenőrzése mellett, magyar kézben marad, ott a magyar rendőrség és csendőrség tarthatja fenn a rendet.[10]

## Indítóokai
A Vix-jegyzékben foglalt békekonferenciai határozat legfőbb motívumai a következők voltak:
- A francia kormány által jogosnak tartott román területi követelések egy részének teljesítése még a békekötések előtt, ugyanakkor a románok megakadályozása abban, hogy az 1916-os bukaresti szerződésben foglaltakat teljes mértékben végrehajtsák.[11]
- Katonai téren szétválassza a magyar és román felet, s fedezze a Szovjet-Oroszország elleni intervencióban érintett román hadsereg hátát;
- A francia ellenőrzés alatt tartott vasútvonal biztosításával lehetővé tegyék a román és lengyel hadseregek Balkán felől történő utánpótlását, illetve Galícia elfoglalásához román segítségnyújtást Lengyelországnak.[12]

A jegyzék nem tartalmazta ugyan, de a semleges övezet demarkációs vonalának Kárpátalja felé történő meghosszabbításának terve azt célozta, hogy elvágja Magyarországot Ukrajnától, s lehetővé tegye a vasútvonal északi irányba történő meghosszabbítását. A terv közben feleslegessé vált, mivel Kárpátalját a békekonferencia Csehszlovákiának ítélte.

## Átadása
1919. március 20-án 10 óra 30 perckor Vix alezredes felkereste Károlyi Mihály köztársasági elnököt hivatalában, a budavári királyi palotában, hogy átadja neki de Lobit tábornok jegyzékét. Annak kihangsúlyozására, hogy szövetséges határozatról van szó, Vix alezredes ragaszkodott ahhoz, hogy az átadáson jelen legyenek más antant országok tisztjei is. Noha kormányuktól erre vonatkozó utasításuk nem volt, Granville Baker brit alezredes, Riccardo Pentimalli olasz őrnagy és Nicholas Roosevelt amerikai százados elkísérte a misszióvezetőt.
Miután átfutotta a szöveget, Károlyi megkérdezte Vixtől, hogy eljuttatta-e ezt a katonai jellegű szöveget a hadügyminiszternek. Az alezredes nemleges válaszára az államfő sürgősen hívatta Berinkey Dénes miniszterelnököt és Böhm Vilmos hadügyminisztert. Közben mérgesen megjegyezte, hogy a szövetségesek francia, román, vagy cseh gyarmatot akarnak csinálni Magyarországból. Kijelentette, hogy a magyar kormány ünnepélyesen tiltakozni fog, de valószínűleg meghajlik a konferencia határozata előtt.
A megérkezett két miniszterrel együtt viszont igyekezett meggyőzni Vixet és a küldöttséget, hogy a békekonferencia határozata elfogadhatatlan, és hogy a robbanásveszélyes közhangulatban egy ilyen arányú terület-kiürítés elfogadását egyetlen kormány sem élheti túl. Vix úgy vélte: a közhangulat az újságok révén könnyen befolyásolható. Böhm a kérdésből politikai vitát akart provokálni Magyarország integritásáról, összehasonlítva Erdély, illetve Elzász és Lotaringia kérdését. Böhm felvetésére, hogy a jegyzék eredményeként a kommunista párt taglétszáma 24 óra leforgása alatt néhány ezerről 200 ezerre nő, Vix, hogy ne legyen szükség tolmácsolásra, németül ismételte meg a szokványos választ: Das ist mir ganz egal (Nekem ez teljesen mindegy). Többször kihangsúlyozta, hogy a kijelölt új zónának semmi köze a belgrádi egyezményhez, mivel azt már a békekonferencia határozta meg. Arra a kérdésre, mi történik, ha a magyar fél elutasító választ ad, Vix – a kapott utasításnak megfelelően – kitért az egyenes válasz elől. Röviden azt felelte: Alors nous ferons nos malles (Akkor csomagolunk). Tekintettel arra, hogy a misszió a fegyverszünet ellenőrzését végezte, s a távozás ennek feladását jelentette, e kijelentés az ellenségeskedés kiújulását vetítette elő.
Mivel az alezredes ellen irányuló kirohanások – különösen Böhm részéről – nem szűntek, Vix végül kijelentette: ő csak a határozat továbbítására kapott utasítást és nem arra, hogy vitatkozzon. Az eredetileg 48 órásra tervezett határidőt 30 órára csökkentve, a válaszadásra másnap délután 6 órát határozott meg, majd a küldöttség távozott.

## Következményei
A rendkívül rövid határidő csak igen vagy nem válasz adását tette lehetővé, ezért a Vix-jegyzék megpecsételte a Berinkey-kormány sorsát, mivel az abban foglalt követeléseket nem akarta teljesíteni, a fegyveres ellenállást viszont nem tudta vállalni. A március 20-án délutáni kormányülésen már maga Károlyi is az elutasítás mellett szólt, s a következő főbb érveket hangoztatta:
- Vix alezredes szóbeli kiegészítésként tudomására hozta: „a jegyzékben megszabott demarkációs vonalat kimondottan politikai határnak tekintik.”[17]
- A jegyzék arról tanúskodik, hogy a békekonferencia nem ismeri el a wilsoni elveket.
- Az elfogadás „lehetetlenné tenné, hogy alkalmas időben a románokat meg tudjuk támadni, miután közbeékelődnek a franciák.”

Károlyi úgy vélte, egy új, tisztán szociáldemokrata kormány alakításával, amelyet – a kialakult helyzetre való tekintettel – támogatnának mind a polgári erők, mind pedig a kommunisták, még elkerülhető az anarchia és a bolsevizmus. Az új kormány megtagadhatja az antant követelését. Károlyi javaslata ellen csak a koalíciót fenntartani szándékozó, s pártján belül baloldali földcsuszamlástól tartó Kunfi Zsigmond szólalt fel, azt javasolva, hogy Vixnek világosan mondják meg: ha ragaszkodik álláspontjához, egy új szocialista kormány „...idővel múlhatatlanul átsimulást jelent a kommunizmushoz.” Javaslatával egyedül maradt.
Károlyi még aznap megfogalmazta és aláírta a jegyzék tartalmát elutasító pár soros válaszát, miszerint a Magyar Köztársaság kormányának nem áll módjában a békekonferencia döntését tudomásul venni és végrehajtásában közreműködni, mivel a döntés szöges ellentétben áll az 1918. november 13-án aláírt katonai fegyverszüneti egyezménnyel, figyelmen kívül hagyja az ország létfontosságú érdekeit, akadályozza fejlődését, s veszélyezteti a társadalmi békét. A magyar fél nem kapott meghívást a békekonferenciára, álláspontját meg sem hallgatták, nemhogy figyelembe vették volna. Mindezek miatt a magyar kormány lemond. A válaszjegyzéket báró Podmaniczky Tibor külügyminiszteri osztálytanácsos juttatta el Vixnek, aki a döntést tudomásul vette és kérte, biztosítsák a misszió tagjainak szabad távozását.
Károlyi meg kívánta tartani államfői hatalmát, s tervezte az új kormányt kinevezését. A szociáldemokraták és a kommunisták kiegyezéséről, valamint a proletárdiktatúra kikiáltásáról akkor értesült, amikor utólag alá akarták íratni vele saját lemondását. Ezen időpontra viszont már aláhamisított aláírásával plakátokon és a Népszavában is utcára került a lemondásáról és a hatalom átadásáról szóló kiáltvány.
Vix alezredes valójában végig nem hitte, hogy a jegyzék bolseviktípusú hatalomátvételhez vezethet. A hasonló korábbi figyelmeztetéseket Károlyi és a magyarok zsarolásának vélte. A Tanácsköztársaság kikiáltása után felmerült a misszió vezetőjének és tagjainak internálása. Folyamatosan zaklatták őket, kocsijaikat, fegyvereiket, felszereléseiket elvették, távíró és távbeszélő összeköttetésüket elvágták, Vix Andrássy úti irodáját elfoglalták, szétverték. Végül is március 26-án este, az összes antant-képviselő vonattal hagyhatta el a magyar fővárost Szeged irányába.
A jegyzéket elutasító választ, valamint az új kormány azon lépését, hogy felszólította az Oroszországi Szovjet Szövetségi Szocialista Köztársaságot, lépjen szövetségre a Magyar Tanácsköztársasággal, az antanthatalmak a velük való diplomáciai kapcsolatok megszakítására irányuló törekvésnek, az antant elleni hadüzenetnek értékelték, és hozzákezdtek a katonai beavatkozás gyors előkészítéséhez. A békekonferencia Budapestre küldte ugyan tájékozódni Jan Christiaan Smuts brit tábornokot, aki április 4-én a Vix-jegyzékben foglaltakhoz képest kedvezőbb területi és politikai javaslatokat tett, azonban a kormányzótanács további feltételeket támasztott, ami miatt dolgavégezetlenül távozott Budapestről. Április 16-án megindult a szövetségesek támadása.

## Vix egyéb jegyzékei
Fernand Vix vezérkari alezredes, a Budapesti Szövetséges Katonai Misszió vezetője, budapesti ténykedése alatt több jegyzéket is továbbított a magyar hatóságoknak. Ezek közül a legfontosabbak:
- 1918. december 3. – A magyar kormányt a Felvidék kiürítésére felszólító jegyzék. Mivel nem tartalmazta a határ kérdését, Vix szorgalmazására jött létre december 6-án a Bartha-Milan Hodža-egyezmény a demarkációs vonalról, amely többé-kevésbé megfelelt a „szlovák föld történelmi határaival”,[20] azaz Dévény, Bazin, Szered, Érsekújvár, Verebély, Garamkovácsi, Lest, Losonc, Szomolnok, Margitfalva, Tőketerebes, Szobránc, Homonna településeken keresztül haladt a Laborc folyó vonaláig, majd annak mentén az északkeleti országhatárig. Az egyezményt azonban a prágai vezetés nem tartotta elfogadhatónak, ezért – francia segédlettel – Beneš elérte, hogy december 23-án újabb jegyzék szülessen.[21]
- 1918. december 23. – Az etnikai határokat feladó, az egész Felvidéket nagyjából a mai magyar-szlovák államhatár vonaláig kiürítendőnek előíró jegyzék („karácsonyi Vix-jegyzék”). A Duna és az Ipoly folyásával kijelölt vonal Losonc alatt, Osgyánon, Rimaszombatban, Tornalján, Perkupán, Hidasnémetin, Lasztócon keresztül vezetett az Ung és Laborc torkolatáig, majd onnan az Ung mentén az Uzsoki-hágónál érte el az országhatárt.[21]
- 1919. január 27. – Berthelot és Apáthy között 1918. december 31-én született egyezményben Erdély román megszállására kialkudott Nagybánya–Kolozsvár–Déva vonalra vonatkozó, azt utólagosan jóváhagyó jegyzék.[22]